# St. Willibrordcollege (Goes)
Het St. Willibrord College was een katholieke scholengemeenschap voor vmbo-t, havo en vwo in Goes. De school werd opgericht in 1950 en was vernoemd naar de Heilige Willibrord. Bij de oprichting was het een HBS. In 1968 is de school gefuseerd met de Goese RK-ULO, die al in 1916 was opgericht, en werd het een scholengemeenschap voor mavo, havo en vwo. Het St. Willibrordcollege was de laatste katholieke school voor voortgezet onderwijs in Zeeland. Nadat het al eerder tot een besturenfusie was gekomen is de school per 1 augustus 2007 gefuseerd met het christelijke Buys Ballot College tot het Ostrea Lyceum.
Het St. Willibrordcollege had aan het einde van zijn bestaan zijn hoofdgebouw aan de Fruitlaan en een bijgebouw aan de Bessenstraat.

## Bekende oud-leerlingen
- Chris Götte, drummer
- Albert J.R. Heck, scheikundige
- Gert de Kok, politicus
- Patrick Lodiers, regisseur, omroepbestuurder en tv- en radiopresentator
- Rik Mol, trompettist
- Katinka Polderman,  cabaretière en columniste
- Jan Raas, wielrenner en ploegleider
- Marian van der Weele, politica
- Anjolie Wisse, atlete